# ʻAhoʻeitu
Dans la littérature orale tongienne, ʻAhoʻeitu est le fils du dieu Tangaloa et d'une femme mortelle, ʻIlaheva Vaʻepopua. Personnage semi-historique, il devient, vers le début du Xe siècle, le premier roi de la dynastie Tuʻi Tonga. Cette dynastie fut maintenue du dixième siècle jusqu'en 1865.

## Biographie
Selon la tradition orale, il apprend durant son enfance ses origines et qu'il est le fils du dieu Tangaloa qui se donne alors le nom d'Eitumatupu'a. Sa mère, ʻIlaheva Vaʻepopua, est une princesse de Niuatoputapu que son père, le chef Seketoa, exile afin qu'elle trouve un mari digne de son rang. Elle se retrouve près du village de Popua, sur l'île Tongatapu, isolée de la population à cause de son tapu. Le dieu Tangaloa, voyant cela depuis les cieux, descend sur Terre par un grand arbre toa (casuarina equisetifolia) pour la courtiser,. Eitumatupu'a élève alors son fils seule.
En grandissant, sa curiosité à l'égard de son père grandit et sa mère l'amène au grand arbre par lequel le dieu est descendu. Il grimpe sur celui-ci et rencontre son père qui lui présente ses autres fils. Ces derniers sont devenus jaloux et blessent mortellement ʻAhoʻeitu lors d'un défi. Ils décident de le dévorer et jettent sa tête à l'écart. Apprenant cela, le dieu Tangaloa force ses fils à vomir dans un kumete (bol en bois rituel polynésien) et fait rechercher la tête et les ossements. Il fait reconstituer son corps et le ressuscite,.
Le dieu Tangaloa renvoie ʻAhoʻeitu sur terre et lui donne le titre sacré de Tuʻi Tonga afin qu'il règne. L'accession au trône d'ʻAhoʻeitu est traditionnellement établie vers 950 après J.-C,.

## Lignée
Il existe deux listes dynastiques établies pour les Tu'i Tonga et rien ne permet de déterminer précisément dans quel ordre de succession se suivent les différents noms jusqu'au règne de Momo (en). Ses descendants sont traditionnellement divisés en deux catégories, les falefa chargés de le servir descendent de ses demi-frères, et les Tu'i Tonga sont ses descendants directs d'essence divine.

## Interprétation du mythe
Le mythe d'ʻAhoʻeitu est à l'origine du tapu qui entoure les Tu'i Tonga. Il est considéré comme toputapu (le plus sacré) de par le mana qui investit son ascendance. Le corps des Tu'i Tonga étant tapu, il ne peut être touché sans rituels adéquats. Il est aussi le récit des rivalités fraternelles telles qu'elles s'observent au sein des dynasties polynésiennes. De plus, ce mythe ne fait pas de lui un dieu descendu sur terre, mais le fils d'un dieu dont les qualités humaines lui donnent de meilleurs légitimités à gouverner que ses autres frères.
Ce mythe a des implications étroites avec les rituels et cérémonies du Kava'onau (en).